# Belawan
Belawan (Indonesisch: Pelabuhan Belawan), vroeger ook wel Belawan-Deli genoemd, is een havenstad aan de noordoostkust van Sumatra, Indonesië. De stad is gelegen aan de rivier Deli, nabij de stad Medan. Belawan is de drukste haven in Indonesië buiten Java.
Een regelmatige veerdienst over de Straat van Malakka verbindt Belawan met de Maleise staat Penang. Ook is er een bootverbinding naar Satun in Thailand.
De haven werd gebouwd in 1890, om tabak, aangevoerd met treinen, te verschepen. De haven werd in 1907 uitgebreid door de bouw van een nieuw gedeelte, bestemd voor Chinese en autochtone handelaars. De bestaande haven werd vooral voor de Europese scheepvaart gebruikt. In de vroege twintigste eeuw groeide de havenactiviteiten met de groei van grote rubber- en palmolieplantages in het noorden van Sumatra. Louis Couperus gaf in 1921 een beschrijving van de groeiende haven in zijn bundel Oostwaarts. In 1938 was de haven de grootste haven in Nederlands-Indië, gemeten in de waarde van goederen. Het vrachtvolume daalde aanzienlijk na de Indonesische onafhankelijkheid. Na een grootscheepse aanpak van de haven in 1985 en de bouw van een containerterminal nam de haven ongeveer twintig procent van de totale export van Indonesië voor zijn rekening. De belangrijkste exportproducten zijn rubber, palmolie, thee en koffie.